# Мегиллот
Мегилло́т, также пять сви́тков (ивр. חמש מגלות‎) в иудаизме — вторая подгруппа в разделе Ктувим (ивр. (других священных) «Писаниях»‎) из Танаха (состоящего из Торы (ивр. "Закон"‎), Невиим (ивр. "Пророки"‎), или Каббала (ивр. "Получение"‎ <откровений святых пророков>), Ктувим (ивр. "Писания"‎). Это собрание из пяти свитков включает:
1. Песнь Песней.
2. Руфь.
3. Плач Иеремии.
4. Екклесиаст.
5. Эсфирь[1].

В Мидраше и Талмуде не упоминается слово мегилла, под которым можно было бы понимать эти 5 свитков, так как во время составления канона агиографов (св. писаний) они ещё не составляли одного целого собрания.
Ни в масоретском, ни в талмудическом порядке расположения агиографов они не следуют друг за другом в порядке, в котором они находились в первых пяти изданиях Библии. В талмудическую эпоху под словом мегилла понимали один свиток Эсфири, что доказывается трактатом того же названия, и лишь впоследствии название это стали прилагать и к остальным свиткам, вошедшим в талмудическую эпоху в литургию.